# Vincenzo Cerami
Vincenzo Cerami (ur. 2 listopada 1940 w Rzymie, zm. 17 lipca 2013 tamże) – włoski scenarzysta filmowy.

## Wybrana filmografia
- 1967: El Desperado
- 1971: Ślepiec
- 1977: Domek na plaży
- 1985: Sekrety
- 1990: Otwarte drzwi
- 1997: Życie jest piękne
- 2002: Pinokio
- 2005: Tygrys i śnieg
- 2012: Belle du Seigneur

## Nagrody i nominacje
Został uhonorowany nagrodą David di Donatello, a także otrzymał nominację do nagrody Złotej Maliny, Oscara, nagrody BAFTA i nagrody David di Donatello.